# Yazmin Jalil
Yazmin Jalil Jardón conocida como  Yazmin Jalil (Ciudad de México, 27 de abril de 1983) es una presentadora de origen libanés; periodista, conductora, empresaria y escritora mexicana. Fue galardonada con el Premio Nacional de Periodismo 2015, y la Revista Mundo Ejecutivo la nombró una de las 13 líderes más influyentes de México en el 2014.

## Trayectoria
Yazmin Jalil nació en la Ciudad de México, proveniente de una familia libanesa. Estudió la carrera de Ciencias de la Comunicación en la Universidad Iberoamericana y al titularse se mudó a Roma, en donde trabajó como Analista de Prensa en la Embajada de México. Años después regresó a su patria para comenzar su carrera como periodista en Grupo Imagen, conduciendo noticiarios y programas de opinión. 
En el 2015 publicó su primer libro Como anillo al dedo con la editorial Random House, que tuvo éxito a nivel internacional.  Ese mismo fundó la revista Soy Mujer que toca temas de actualidad, desde política hasta maternidad. Está enfocada en la mujer actual, inteligente y preparada.
Es presidenta de "Fundación Mariposas", una asociación dedicada, desde hace siete años, a ayudar a los sectores más desfavorecidos de la sociedad mexicana.
Formó parte del equipo del Mundial de Catar, programa reconocido con un Emmy, como “Outstanding show”. Fue titular del noticiario "Excélsior Informa con Yazmin Jalil" en Grupo Imagen, en donde trabajó por más de 15 años, conduciendo programas de opinión, política, turismo y entretenimiento.
En 2025 publicó su segundo libro La Increíble Familia de Mishita con Editorial Planeta.

## Distinciones
- Fue reconocida con el Premio Nacional de Periodismo otorgado por el Club de Periodistas de México por su trabajo como periodista en el noticiario "Excelsior informa con Yazmin Jalil".[9] [10]

- Fue nombrada una de las 13 líderes más influyentes de México por la Revista Mujer Ejecutiva. (Líderes de México, 2014).[1]

## Obras
- Como anillo al dedo.  Editorial Grijalbo 2015
- La Increíble Familia de Mishita. Editorial Planeta 2025